# Lamprotatus tubero
Lamprotatus tubero är en stekelart som beskrevs av Walker 1843. Lamprotatus tubero ingår i släktet Lamprotatus och familjen puppglanssteklar. Inga underarter finns listade i Catalogue of Life.